# Шкурко, Анатолий Никифорович
Анатолий Никифорович Шкурко (29 октября 1924, село Смолин, Черниговской области, УССР, СССР — 22 октября 2019) — советский и украинский художник, член Национального союза художников Украины (с 1960). Заслуженный художник Украины (1996), народный художник Украины (2009). Лауреат Черниговской областной премии имени М. Коцюбинского (1996). Почётный гражданин Чернигова. Участник множества персональных выставок.

## Биография
Анатолий Никифорович Шкурко родился 29 октября 1924 года в селе Смолин. В 1929, а по другим данным в 1930 году семья художника переехала в Чернигов. Анатолий Никифорович поступил в Харьковское художественное училище, но учёба прервалась из-за Великой Отечественной войны, в которой он принял участие в составе 111-го стрелкового полка 1-го Белорусского фронта и дошёл до Берлина. Награждён боевыми орденами и медалями.
В 1951 году окончил Институт живописи, скульптуры и архитектуры имени И. Е. Репина. Учителя Р. Френц, Д. Альховский, И. Сорокин.
Работы А. Шкурко находятся в фонде Черниговского областного художественного музея, а также в галереях и частных собраниях в Украине и за её пределами.